# Wina duńskie

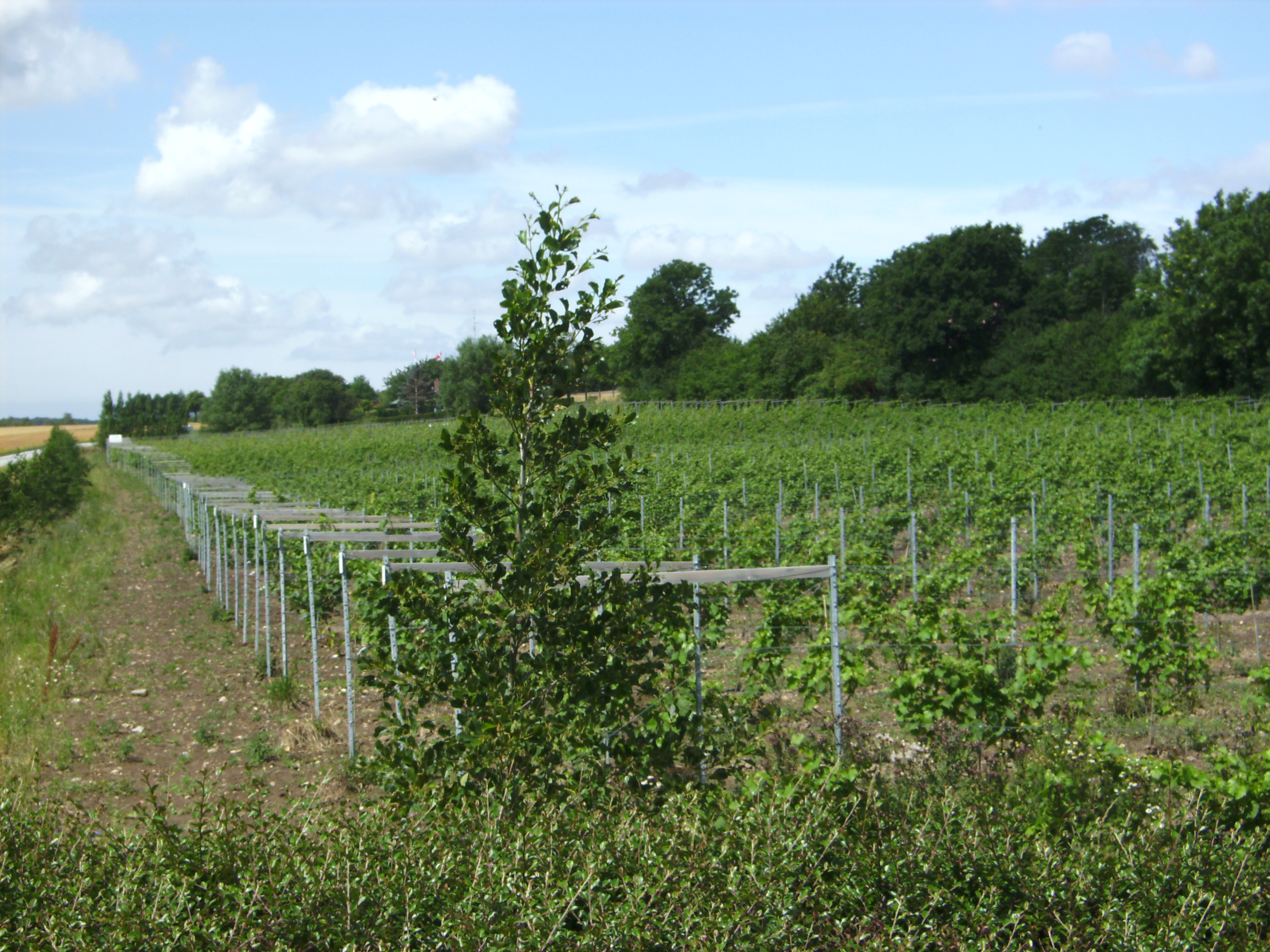
Winnica w Sløsse

Wina duńskie – wina produkowane na terytorium Danii. 

## Historia
Najstarszą wytwórnią jest Aalsgaard założona w 1975 roku. Przez dekadę, ze względu na nadprodukcję wina w innych krajach w Danii nie wolno było wytwarzać wina.
Możliwość produkcji została przywrócona przez Unię Europejską w sierpniu 2000 roku. Dozwolony obszar upraw winorośli został ograniczony do 99 ha.
W 2009 roku było zarejestrowanych ok. 60 producentów. Winnice zajmowały wtedy 50 ha, a roczna produkcja wina wynosiła ok. 75 tys. butelek. Do 2012 roku liczba producentów wina wzrosła do ok. 80. Większość prac jest wykonywana ręcznie, a osób utrzymujących się wyłącznie z winiarstwa jest niewiele.
Lepsze warunki uprawy przypisuje się ociepleniu klimatu, które wydłużyło sezon wegetacyjny w kraju o około trzy tygodnie. Nietypowym dla państw winiarskich zjawiskiem są występujące w północnych regionach białe noce, które pozwalają zwiększyć czas ekspozycji roślin na światło.
Od 2003 Chateau Lille Gadegard produkuje wina na wyspie Bornholm.
Najbardziej utytułowanym producentem jest Skærsøgaard.

## Odmiany winorośli
Uprawia się odmiany dostosowane do klimatu kraju i gleb. Są to m.in.:
cabernet cortis, léon millot, rondo, solaris, regent, orion, zalagyöngye (zalas pearl), maréchal foch, merlot, madeleine angevine.

## Duńczycy i świat wina
Duńczycy są w czołówce konsumentów wina na świecie (32 l na osobę w 2002).
Szacowana konsumpcja w Danii w 2012 wynosiła 1,6 mln hl.
W 1974 roku królowa Małgorzata II wraz z mężem, pochodzącym z Francji księciem Henrikiem (ur. Henri de Laborde de Monpezat) zakupiła Château de Cayx, majątek w regionie Cahors we Francji, w którym utrzymuje 21-hektarową winnicę i produkcję wina. Ojciec księcia po powrocie z Azji był winiarzem i przedsiębiorcą w tym regionie.